# Vy Văn Thành
Vy Văn Thành (sinh ngày 23 tháng 8 năm 1956) là một chính khách Việt Nam. Ông nguyên là Phó Bí thư Tỉnh ủy, Chủ tịch Ủy ban nhân dân tỉnh Lạng Sơn.

## Tiểu sử
Ông là người dân tộc Tày, sinh tại xã Vạn Linh huyện Chi Lăng, tỉnh Lạng Sơn. Ông gia nhập Đảng Cộng sản Việt Nam ngày 21/11/1984.

## Quá trình công tác
4/1980-4/1987: Cán bộ, Phó Đoàn Quy hoạch Thủy lợi Lạng Sơn (4/1984-4/1985 học tiếng Nga tập trung tại Hà Nội)
4/1987-8/1988: Phó Trưởng phòng, Trưởng phòng Thủy lợi, Phó phòng Nông lâm Thủy lợi, ủy ban nhân dân huyện Chi Lăng
9/1988-8/1990: Học viên Trường Nguyễn Ái Quốc I tập trung tại Hà Nội
9/1990-8/1992: Huyện ủy viên, Phó Chủ tịch ủy ban nhân dân huyện Chi Lăng
9/1992-8/1999: Phó Bí thư Huyện ủy, Chủ tịch ủy ban nhân dân huyện Chi Lăng
9/1999-12/2000: Phó Giám đốc, Giám đốc Sở Kế hoạch và Đầu tư tỉnh Lạng Sơn
1/2001-8/2001: Thường vụ Tỉnh ủy, Giám đốc Sở Kế hoạch và Đầu tư tỉnh Lạng Sơn
8/2001-6/2004: Thường vụ Tỉnh ủy, Bí thư Thị ủy, Bí thư Thành ủy Lạng Sơn
6/2004-11/2007: Ủy viên Thường vụ Tỉnh ủy, Phó Chủ tịch Ủy ban nhân dân tỉnh Lạng Sơn
12/2007 - 4/2016: Phó Bí thư Tỉnh ủy, Chủ tịch ủy ban nhân dân tỉnh Lạng Sơn.